# Melanophilharmostes endroedyi
Melanophilharmostes endroedyi is een keversoort uit de familie Hybosoridae. De wetenschappelijke naam van de soort is voor het eerst geldig gepubliceerd in 1968 door Paulian.